# 埃斯康
埃斯康（法語：Hescamps）是法国皮卡第大区索姆省的一个市镇，属于亚眠区皮卡第地区普瓦县。该市镇2009年时的人口为516人。

## 人口
埃斯康人口变化图示
| 数据来源：INSEE |